# Eratoneura curvata
Eratoneura curvata är en insektsart som först beskrevs av Beamer 1931.  Eratoneura curvata ingår i släktet Eratoneura och familjen dvärgstritar. Inga underarter finns listade i Catalogue of Life.